# Party Mix!
Party Mix! – album grupy The B-52’s z 1981 roku. Oryginalne wydanie winylowe zawierało sześć zremiksowanych wersji piosenek z pierwszych dwóch albumów grupy.

## lista utworów
1. „Party out of Bounds (remix)” (Schneider, Strickland, Wilson, Wilson, Pierson)
2. „Private Idaho (remix)” (Schneider, Strickland, Wilson, Wilson, Pierson)
3. „Give Me Back My Man (remix)” (Schneider, Strickland, Wilson, Wilson)
4. „Lava (remix)” (The B-52’s)
5. „Dance This Mess Around (remix)” (The B-52’s)
6. „52 Girls (remix)” (J. Ayers, R. Wilson)

## Listy przebojów
| Lista (1981)       | Najwyższa pozycja |
| ------------------ | ----------------- |
| U.S. Billboard 200 | 55                |
| UK                 | 36                |